# Philipp Mainländer
Philipp Mainländer, właśc. Philipp Batz (ur. 5 października 1841 w Offenbach, Niemcy  – zm. 1 kwietnia 1876 tamże) – niemiecki filozof i pisarz, uczeń Schopenhauera, skrajny pesymista. Zgodnie ze swoją teorią, iż wyzwoleniem z powszechnego w świecie cierpienia może być jedynie śmierć, wkrótce po opublikowaniu swojego dzieła Philosophie der Erlösung popełnił samobójstwo.

## Poglądy filozoficzne i filozofia wyzwolenia

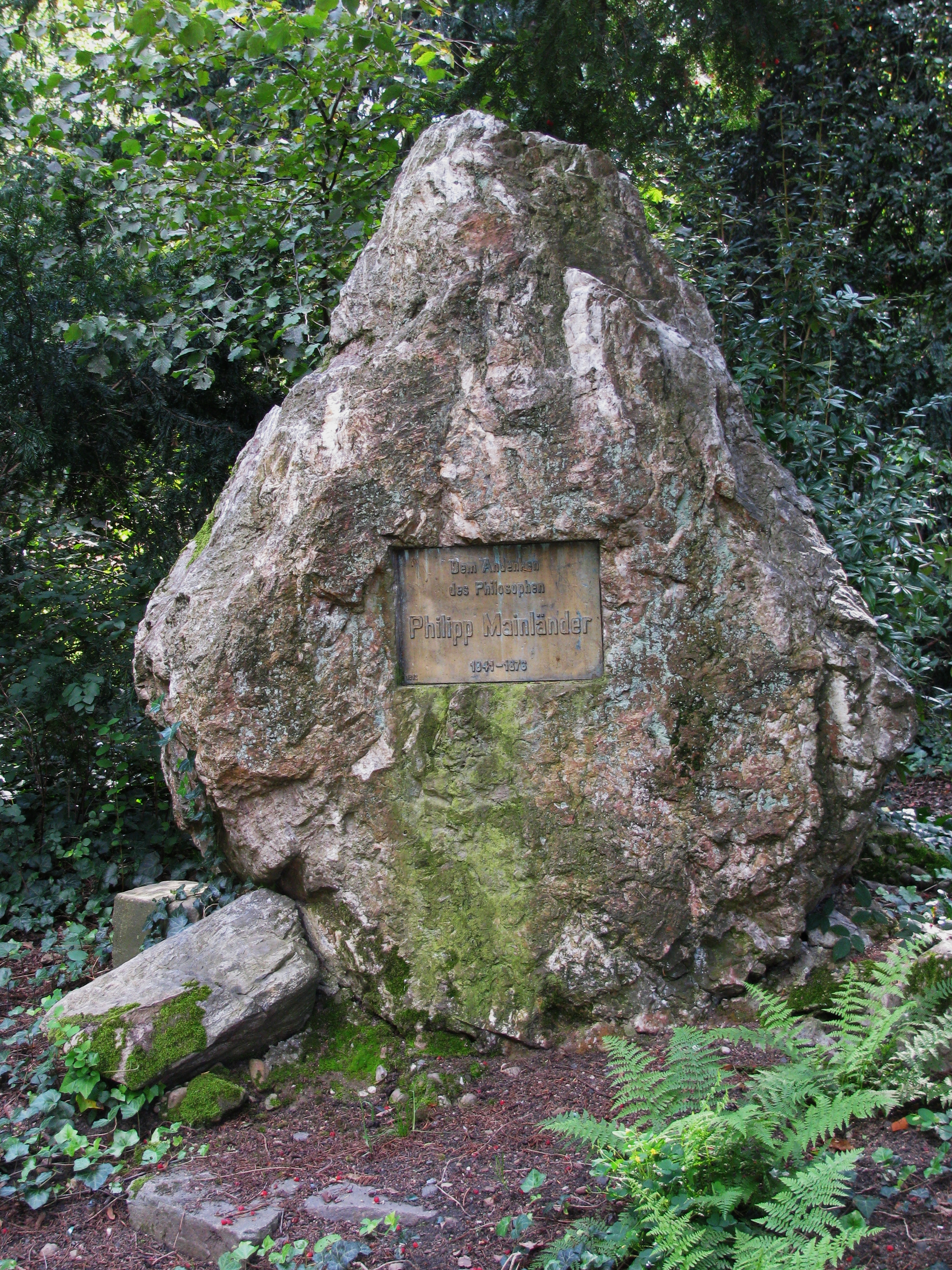
Głaz upamiętniający filozofa z Offenbach Philippa Mainländera, ufundowany przez „wyznawców Mainländerowego świata myślenia” w 1912.

Jak mówi sam Mainländer, prawdziwa filozofia musi być czysto immanentna, tzn. nie tylko jej materią, ale i jej granicą musi być świat. Musi ona objaśniać świat z zasad, które mogą zostać poznane przez każdego człowieka i nie wolno wzywać na pomoc ani pozaświatowych mocy, o których nic absolutnie nie możemy wiedzieć, ani nie wolno powoływać się na siły w świecie, które nie byłyby do poznania według swojej istoty.
Filozofia wyzwolenia (Philosophie der Erlösung) stanowi kontynuację nauk Immanuela Kanta i Arthura Schopenhauera oraz potwierdzenie buddyzmu i czystego chrześcijaństwa. Owe filozoficzne systemy są przez nią skorygowane i uzupełnione, natomiast religie dzięki niej są pogodzone z nauką. Filozofia wyzwolenia funduje/gruntuje ateizm nie na jakiejkolwiek wierze, jak te religie, lecz jako filozofia na nauce.

## Ważniejsze prace
- Die Philosophie der Erlösung (Tom I: 1876; Tom II: 1886)
- Die Letzten Hohenstaufen. Ein dramatisches Gedicht in drei Theilen: Enzo – Manfred – Conradino (1876)
- Die Macht der Motive. Literarischer Nachlaß von 1857 bis 1875 (1999)